# Aeroporto di Taʻu
L'aeroporto di Taʻu è un aeroporto privato situato 2 chilometri a sud est del villaggio di Luma, sull'isola di Taʻu, nella contea di Taʻu delle Samoa Americane. Precedentemente di proprietà dello Stato oceaniano fu chiuso nel 1989. ed è ora di proprietà di privati e non più attivo in seguito allo sviluppo dell'aeroporto di Fitiuta nella parte nord-orientale dell'isola.
La struttura è dotata di una pista in calcare di 661 m di lunghezza e 30 di larghezza,, con un orientamento RWY 18-36.